# Institut für sozial-ökologische Wirtschaftsforschung
Das Institut für sozial-ökologische Wirtschaftsforschung e. V. (ISW, Eigenschreibweise isw) in München ist ein politischer Verein mit wirtschaftswissenschaftlicher Ausrichtung, der nach Eigenbeschreibung „alternativ zum neoliberalen Mainstream Analysen, Argumente und Fakten für die wissenschaftliche und soziale Auseinandersetzung anbietet“.
Zielsetzung des im Juni 1990 gegründeten Vereins ist die Ausarbeitung didaktischen Materials zur Verwendung in Schulen und Weiterbildungsinstitutionen. Jährliche isw-Foren sollen dem Erfahrungsaustausch von Wissenschaftlern untereinander und mit anderen Interessengruppen dienen. Finanziert wird der Verein durch private Förderer.
Zu den vom isw aufgegriffenen Themen gehören Fragen der Globalisierung, der Rolle multinationaler Firmen und transnationaler Institutionen, der Einkommens- und Vermögensverteilung, der Friedensforschung, der Energiewirtschaft und der Sozialsysteme. Veröffentlicht wird das betreffende Material unter anderem in dem vierteljährlich erscheinenden isw-report und den monatlichen isw-forschungsheften. Alle zwei Monate hat das isw eine einstündige Sendung bei Radio LORA München.
Vereinsvorsitzender und Leiter der Redaktion ist Willy Sabautzki. Stellvertretende Vorsitzende sind Sonja Schmid und Kerem Schamberger. Dem Beirat gehörten bzw. gehören unter anderem Frank Deppe, Margret Mönig-Raane, Norman Paech, Klaus Pickshaus, Tobias Pflüger und Jörg Huffschmid an.

## Publikationen
- isw report: Erscheint vierteljährlich mit ca. 36 Seiten.
- isw wirtschaftsinfo: Erscheint ca. ein- bis zweimal jährlich zu aktuellen konjunktur-, wirtschafts- und sozialpolitischen Themen.
- isw spezial: Unregelmäßig erscheinende Untersuchungen und Analysen zu ökonomischen, ökologischen und friedenspolitischen Themen.
- isw forschungsheft: Unregelmäßig erscheinende Beiträge zur Theorie der Globalisierung.